# Petasina subtecta
Petasina subtecta is een slakkensoort uit de familie van de Hygromiidae. De wetenschappelijke naam van de soort is voor het eerst geldig gepubliceerd in 1929 door Polinski.